# Vilhelm Bang
Henrik Vilhelm Theodor Falkenberg Bang, född 1843 i Horsens, död 1910 i Köpenhamn, var en dansk författare och kyrkoherde. 

## Biografi
Bang tog examen år 1862 i teologi och blev lärare år 1869. Därefter blev han även kyrkoherde i Omø 1871, och sedan kyrkoherde i Føvling 1876 innan han bytte arbetsplats till Kirke Hvalsø och Særløse, vilket han slutade som 1908.
Bang har skrivit flera kulturhistoriska skildringar från Danmark, varav hans mest kända är Præstegaardsliv i Danmark og Norge mest i det 16de og 17de Aarhundrede (1891).
Vilhelm Bang var far till politikern Gustav Bang.